# Chrysopilus subaquilis
Chrysopilus subaquilis är en tvåvingeart som beskrevs av Akira Nagatomi 1968. Chrysopilus subaquilis ingår i släktet Chrysopilus och familjen snäppflugor. Inga underarter finns listade i Catalogue of Life.